# How Am I Supposed to Live Without You
How Am I Supposed to Live Without You ist ein Lied von Laura Branigan aus dem Jahr 1983, das von Michael Bolton und Doug James geschrieben wurde. Es erschien auf dem Album Branigan 2.

## Geschichte
Die Veröffentlichung fand am 1. Juli 1983 statt. Obwohl zu der Branigan-Version kein Musikvideo gedreht wurde, entwickelte sich die Version in Nordamerika und Australien zu einem Erfolg. Neben diesen Song schrieb Bolton auch an den späteren Branigan-Werken I Found Someone und Hard Enough Getting Over You mit.

## Chartplatzierungen
| ChartsChartplatzierungen       | Höchstplatzierung | Wochen |
| ------------------------------ | ----------------- | ------ |
| Vereinigte Staaten (Billboard) | 12 (20 Wo.)       | 20     |

| ChartsJahrescharts (1983)      | Platzierung |
| ------------------------------ | ----------- |
| Vereinigte Staaten (Billboard) | 61          |

## Coverversion von Michael Bolton
1989 nahm Michael Bolton den Song für sein Album Soul Provider neu auf. 
Die Veröffentlichung seiner Version fand am 14. Oktober 1989 statt, in den Vereinigten Staaten und Belgien schaffte sie es zu einem Nummer-eins-Hit. In der Episode Live and Let Fry von American Dad konnte man die Michael Bolton-Version hören.
Bolton wurde für die Aufnahme mit einem Grammy Award in der Kategorie „Pop“ ausgezeichnet.

### Chartplatzierungen
| ChartsChartplatzierungen       | Höchstplatzierung | Wochen |
| ------------------------------ | ----------------- | ------ |
| Deutschland (GfK)              | 15 (18 Wo.)       | 18     |
| Österreich (Ö3)                | 17 (12 Wo.)       | 12     |
| Vereinigte Staaten (Billboard) | 1 (23 Wo.)        | 23     |
| Vereinigtes Königreich (OCC)   | 3 (10 Wo.)        | 10     |

| ChartsJahrescharts (1990)      | Platzierung |
| ------------------------------ | ----------- |
| Deutschland (GfK)              | 91          |
| Vereinigte Staaten (Billboard) | 12          |
| Vereinigtes Königreich (OCC)   | 28          |

### Auszeichnungen für Musikverkäufe
| Land/Region                  | Auszeichnungen für Musikverkäufe (Land/Region, Auszeichnung, Verkäufe) | Verkäufe |
| ---------------------------- | ---------------------------------------------------------------------- | -------- |
| Australien (ARIA)            | Platin                                                                 | 70.000   |
| Neuseeland (RMNZ)            | Gold                                                                   | 15.000   |
| Vereinigtes Königreich (BPI) | Silber                                                                 | 200.000  |
| Insgesamt                    | 1× Silber · 1× Gold · 1× Platin ·                                      | 285.000  |

Hauptartikel: Michael Bolton/Auszeichnungen für Musikverkäufe

## Andere Coverversionen
- 1987: David Hasselhoff
- 1993: Pepe Lienhard
- 2008: Joana Zimmer
- 2013: Super Junior (Sungmin, Ryeowook, Kyuhyun, Zhoumi)